# Le Match
Le Match était une émission de télévision québécoise de débat sportif consacrée au hockey sur glace diffusée en direct du lundi au vendredi à 22 h à partir du 10 janvier 2011 d'abord sur LCN, puis sur TVA Sports depuis son lancement en septembre 2011, et rediffusée à 23 h 45 sur le réseau TVA.
L'émission était à l'origine animée par Michel Villeneuve, qui quitte l'émission en mars 2011.
Elle est animée par Dave Morissette, ancien joueur des Canadiens de Montréal, assisté d'une équipe de commentateurs, dont Bob Hartley, ancien entraineur de l'Avalanche du Colorado et des Thrashers d'Atlanta, Yvon Pedneault, journaliste et commentateur sportif, Enrico Ciccone et Georges Laraque, tous deux anciens joueurs du Canadien de Montréal. Des invités ponctuels participent également aux débats.
À l'été 2014, il est annoncé que l'émission sera remplacée par Dave Morissette en direct à l'automne.